# Paul de Kock

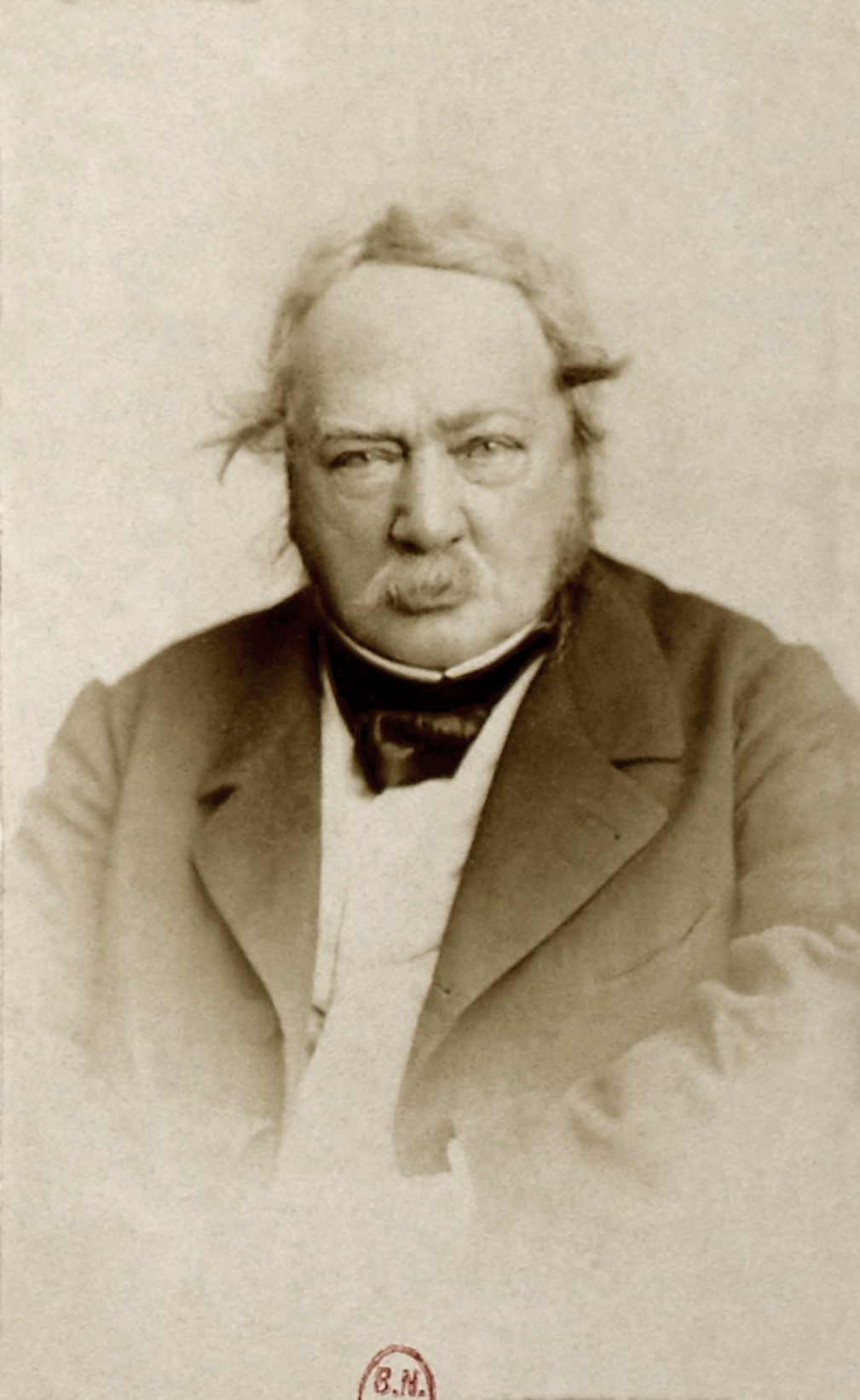
Paul de Kock.

Charles Paul de Kock, född 21 maj 1793, död 27 augusti 1871, var en fransk författare. Han var far till Paul Henri de Kock. 
Kock var av holländsk härkomst, och framträdde 1813 med romanen L'enfant de ma femme, där han anslog den ton, som sedan kom att bli han signum. Efter några år då han enbart arbetade som dramatiker och författade melodramer, vådeviller och lokalfarser för förstadscenerna återgick Kock 1820 till romanen. Totalt skrev han ett 100-tal pjäser, av vilka ett antal även spelats i Sverige. Efter sin återkomst som romanförfattare blev Kock snabbt berömd runt om i Europa och fick en stor betydelse för uppfattningen om franska seder och levnadsförhållanden i andra länder. Kocks glanstid var restaurationstiden och den tidiga julimonarkin under 1820- och 1830-talen. Han kan sägas i småborgerlig miljö med enklare konstmedel fullfölja traditionen från de franska 1700-talsförfattarna. Hans Oeuvres illustrées utgavs 1902-05. De flesta av Kocks romaner finns översatta till svenska.